# Werderstraße 154 (Heilbronn)

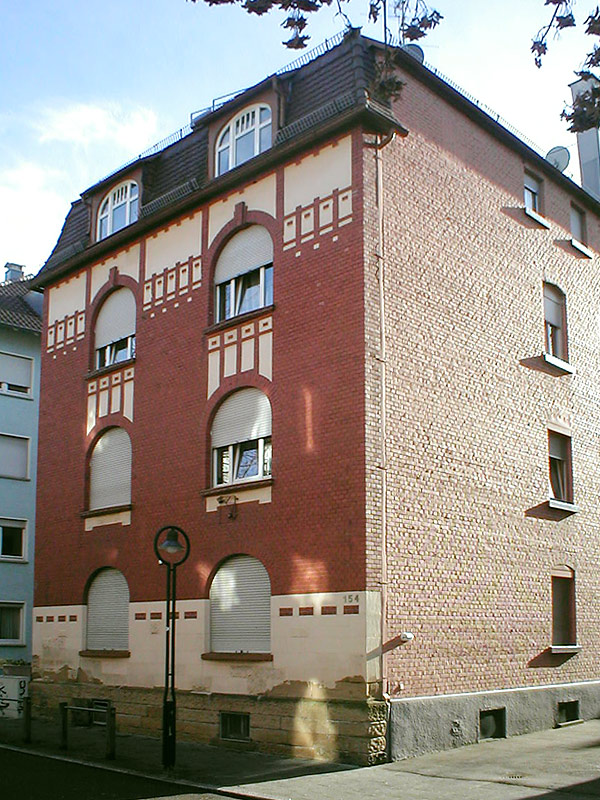
Werderstraße 154 in Heilbronn

Das Haus Werderstraße 154 in Heilbronn ist ein denkmalgeschütztes Gebäude, das durch den Klavierbauer Wilhelm Schöneck gemäß den Plänen der Architekten Christian Dietz und Jakob Saame aus Heilbronn in den Jahren 1905 bis 1906 errichtet worden ist. Es ist neben dem  Haus Nr. 152 und dem Haus Nr. 155 eines von drei Wohnhäusern, die Schöneck in der Werderstraße erbauen ließ.

## Beschreibung
Die Fassaden dieser Häuser zeigen die für ihre Zeit „typische Loslösung vom Historismus“ durch ihre stark flächenbetonte Gestaltung; beim Haus Nr. 154 wird dies noch verstärkt durch die Zusammenfassung aller Stockwerke. Als Dekoration dient hier geometrische Ziegelornamentik, die eine Reliefwirkung erzielt.

## Geschichte
1950 war das Haus im Besitz der Witwe Emma Wohlfarth. Außer ihr wohnten sieben Mietparteien im Gebäude. 1961 hatte sich daran nichts geändert.